# Dininho
Irondino Ferreira Neto (ur. 23 lipca 1975) – brazylijski piłkarz występujący na pozycji obrońcy.

## Kariera klubowa
Od 1993 do 2011 roku występował w klubach Mirassol, Matsubara, Presidente Prudente, Mogi Mirim, América, São Caetano, Sanfrecce Hiroszima, SE Palmeiras, CR Flamengo, Santo André i Grêmio Catanduvense.